# Ciclones extratropicais no sul do Brasil em 2025
Os ciclones extratropicais no sul do Brasil em 2025 são uma série de ciclones extratropicais que estão ocorrendo na Região Sul do Brasil em 2025. Estes fenômenos são mais comuns entre junho e setembro, mas também podem ocorrer em outros meses do ano. 

## Contexto
Ciclones extratropicais são fenômenos comuns no sul da América do Sul, principalmente a leste da Argentina, Uruguai e Rio Grande do Sul, e alguns deles anualmente causam danos significativos em países do Cone Sul e no Brasil. 
Ciclones extratropicais extraordinários foram o ciclone bomba de 2020 e a série de ciclones extratropicais de 2023, estes últimos causando desastres naturais históricos no Rio Grande do Sul. 

## Ciclones

### Maio
Ciclone extratropical de 28 de maio
O primeiro ciclone extratropical importante "da temporada" se formou no final de maio, quando uma área de baixa pressão se deslocou do Paraguai perpendicularmente sobre o Rio Grande do Sul no dia 28 para desembocar no Atlântico na altura da Lagoa dos Patos. Aquele dia a Defesa Civil RS emitiu dois alertas de "risco moderado" para ventos no sul e leste do estado, avisando sobre rajadas de vento de até 90km/h. O portal especializado Metsul avisava para rajadas que poderiam alcançar 100km/h e escreveu sobre "um cenário de elevado perigo por vento muito forte a significativamente intenso". Também houve previsão de neve.
Prefeituras de cidades que estavam na área de risco, como a da cidade litorânea de Torres, perto de Santa Catarina, também emitiram alertas. "A Defesa Civil alerta para o risco de alagamentos, deslizamentos em áreas de encosta e quedas de árvores devido à intensidade dos ventos. A população deve evitar deslocamentos desnecessários, ficar atenta a possíveis interdições de vias e seguir as orientações das autoridades locais. Em casos de emergência ligue para os órgãos responsáveis". 
No dia 29 de manhã, dois dias antes do início do inverno meteorológico (que começa no dia 1º de junho; o inverno astronômico começa em 21 de junho), o  Inmet confirmou que neve havia ocorrido ocorreu em algumas cidades do Rio Grande do Sul (RS) e de Santa Catarina (SC). "Na manhã de hoje (29), as previsões do INMET se confirmaram: foi registrada a ocorrência de neve em algumas cidades do Sul do Brasil como nos municípios de São José dos Ausentes -RS (...) e em São Joaquim - SC na Serra Gaúcha", reportou o Instituto. A neve ocorreu devido a interação dos ventos e umidade do ciclone com uma massa de ar polar vinda do sul, o que eram condições ideais para a ocorrência do fenômeno. 
As chuvas e ventos associados provocaram estragos e as cidades de Agudo, Santa Maria, São Sepé, São Pedro do Sul, Dilermando de Aguiar, Cidreira, Balneário Pinhal e Palmares do Sul suspenderam as aulas. O rio Ibirapuitã teve uma cheia importante, desalojando 105 famílias quando subiu 11 metros, mas os rio Quaraí e Ibicuí também levaram pontes e deixaram pessoas desalojadas. 

### Junho

#### Ciclone extratropical de 28 e 29 de junho
Em junho um ciclone extratropical que se formou entre os dias 28 e 29 causo muitas chuvas no estado, piorando enchentes em diversas cidades.  

### Julho

#### Ciclone extratropical de 27 e 28 de julho

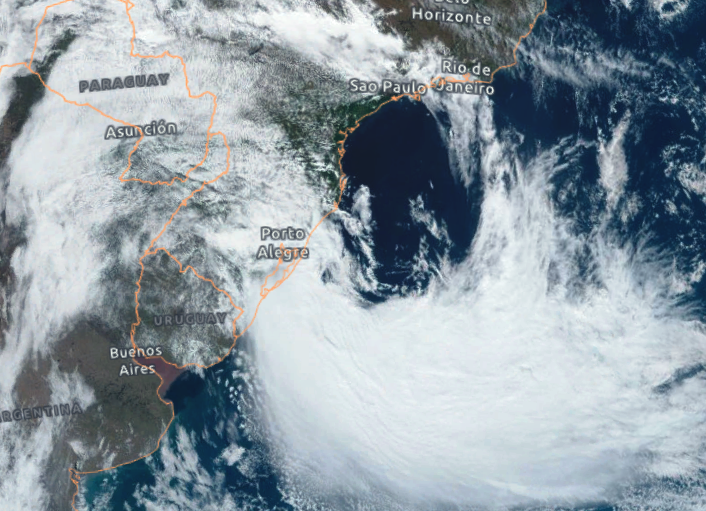
O ciclone ao meio-dia de 28 de julho; bandas externas alcançaram a Região Sudeste do Brasil

Na tarde de 27 de julho a Defesa Civil do RS emitiu um alerta laranja (alto risco) para ventos no sul e leste do estado por causa da formação de um ciclone extratropical perto do litoral na altura da Lagoa dos Patos entre aquele dia e o dia 28. "Estão previstas rajadas de vento fortes a intensas, provocadas por um ciclone extratropical próximo à costa, além de condição de mar agitado e ressaca", dizia o Aviso 34. Rajadas de mais de 100km/h estavam previstas, dizia o aviso, com a  Metsul prevendo rajadas de 130 km/h. Agitação marítima com ondas de mais de 3,5 metros também era esperada, com o Epagri-Ciram de Santa Catarina emitindo um alerta.

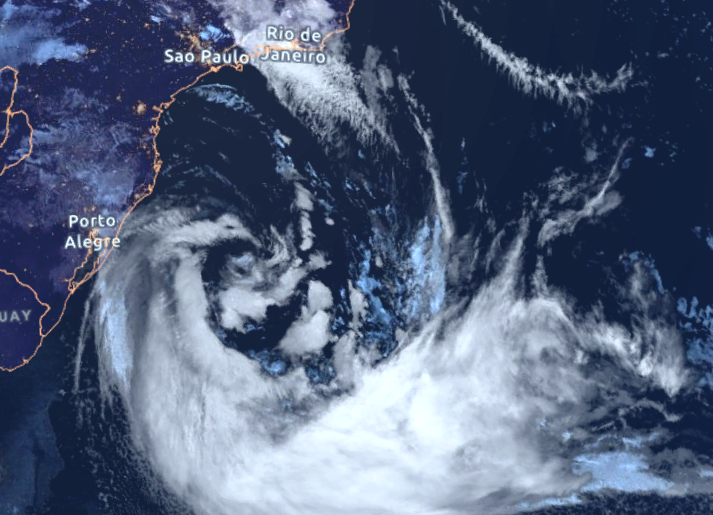
O ciclone às 20 horas do dia 28 de julho

Segundo a Metsul, tratava-se de um ciclone de grandes proporções, cujas bandas externas de ventos e chuvas chegariam até a região sudeste do país.
O sistema provocou muitos estragos no RS, principalmente no sudeste e leste do RS. Estruturas foram arrancadas, prédios foram destelhados, árvores, postes e fios de energia foram derrubados, enquanto ondas de mais de 3 metros atingiram as praias. Ao menos 23 cidades do RS tiveram estragos e Capão da Canoa, no litoral norte, decretou emergência. Nesta cidade cerca de 130 famílias tiveram suas casas danificadas de alguma forma e três delas ficaram desalojadas. O píer da praia de Atlântida (RS) foi derrubado e sua reconstrução custará 1 milhão de reais. 
Em Santos, São Paulo, rajadas de 111km/h ocorreram e os serviços de balsa foram interrompidos. 
No aeroporto de Porto Alegre sete voos foram remarcados quando ventos de 60km/h foram registrados na cidade. Os ventos também impediram que nove aviões chegassem ao aeroporto de Guarulhos, sendo os voos desviados para outros aeroportos, inclusive no Rio de Janeiro e Paraná, e que cinco aviões decolassem. Guarulhos registrou ventos de 65km/h na região do aeroporto.
Cambará do Sul, na serra do RS, teve uma rajada de 127,1 km/h às 8h45, enquanto na Serra do Rio do Rastro, em Santa Catarina, uma rajada de 132 km/h foi registrada. Em alto-mar, segundo o portal Metsul, ventos de 150 km/h ocorreram. 
Mais de 400 mil pessoas ficaram sem luz só no RS. 

### Ciclone extratropical de 19 e 20 de agosto

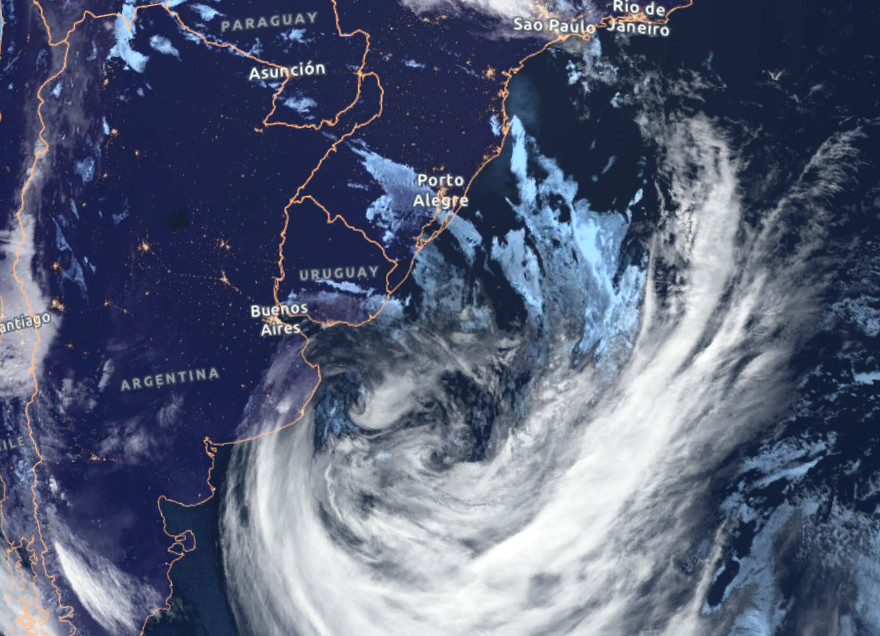
O ciclone por volta da 19h30 do dia 20 com seu centro a leste da costa da Argentina

No dia 19 de agosto uma área de baixa pressão estava sobre o nordeste da Argentina, seguindo para leste, o que fez com que à tarde a Defesa Civil do Rio Grande do Sul (RS) emitise um alerta laranja (alto risco) "para rajadas de vento intensas que devem atuar no Litoral e parte do Nordeste". Rajadas de mais de 100km/h estavam previstas no Litoral e nas partes altas do estado (rajadas equivalentes as de um tempestade/ciclone tropical) e de cerca de 70 km/h em outras regiões. Em seu Facebook a Defesa Civil anunciou que as cidades onde as rajadas seriam mais intensas eram Arroio do Sal, Balneário Pinhal, Capivari do Sul, Capão da Canoa, Caraá, Chuí, Cidreira, Dom Pedro de Alcântara, Imbé, Itati, Maquiné, Mostardas, Osório, Palmares do Sul, Rio Grande, Santa Vitória do Palmar, Santo Antônio da Patrulha, São José do Norte, Tavares, Terra de Areia, Torres, Tramandaí, Três Cachoeiras, Três Forquilhas, Xangri-Lá".  
O Epagri-Ciram de Santa Catarina também havia emitido um aviso para ventos fortes de até 80km/h no litoral, especialmente ao sul da Grande Florianópolis, devido ao "ciclone extratropical entre a Argentina, Uruguai e RS, associado a passagem rápida de frente fria na quarta-feira (20)". 
No Rio Grande do Sul rajadas de ventos foram registradas já no 19 com o deslocamento da frente fria associada e parte do Mato Grosso do Sul sofreu com a passagem de uma linha de tempestades vinda do Paraguai. Segundo a Metsul houve "rajadas de vento de 78 km/h em Urupema (SC) e Planalto (PR), 75 km/h em Novo Horizonte (SC), 74 km/h em Cascavel (PR) e Rio Grande (RS), 73 km/h em Marechal Cândido Rondon (PR) e 72 km/h em Soledade (RS) e em Campo Belo do Sul (SC)". As chuvas mais fortes aconteceram no oeste do RS, com acumulados de 46 mm em São Borja e Livramento, 43 mm em Uruguaiana, 42 mm em Alegrete, Santiago e Quaraí, 40 mm em Itaqui.  
No dia 20 as maiores rajadas de vento no RS acontecerem em Rolante, cidade do Vale do Paranhana, de 109,4 km/h, em Cambará do Sul,  de 96,6 km/h, e São Francisco de Paula, de  90,5 km/h, ambas cidades nos Campos de Cima da Serra.  Em Santa Catarina Urupema, na Serra, teve uma rajada de 105,8 km/h. 
O meteorologista argentino Leonardo De Benedictis escreveu no portal Meteored que se tratou de uma "potente ciclogênese". Neste país choveu 100mm na região de Buenos Aires e outras e pela manhã o ciclone, quando estava sobre a capital, tinha uma pressão de 995 hPa. Havia alertas amarelos e laranjas válidos nos dia 19 e 20 no norte argentino.  
Também havia alertas para chuvas e ventos no Uruguai desde o dia 17. 